# Отто, Йожеф
Йожеф Отто (венг. Ottó József) или Йозеф Отто  (словац. Ottó József) — венгерский спортивный деятель. Доктор философии. Один из авторов Большой энциклопедии Паллаша. Написал несколько работ. Был учителем известного пловца, Альфреда Хайоша.
Йожеф Отто обучался в Будапеште. С 1883 года он работал учителем физической культуры в общественной школе. Был направлен за границу. Позже начал разрабатывать спортивные программы для молодёжи. В 1897 году он создал венгерские народные игры, где команды группировались по возрастным группам.
7 февраля 1897 года Отто основал футбольный клуб «Будапешти», ставший первым футбольным клубом в Венгрии. Ранее, в 1885 году он основал «Турнир клуба Будапешти», который включал соревнования по многим видам спорта.